# Forn solar de Montlluís
El Forn solar de Montlluís és un forn solar situat a la Ciutadella de Montlluís, de la comuna de Montlluís, de la comarca del Conflent, a la Catalunya del Nord.
És a l'extrem sud de la vila murada de Montlluís, ran del Bulevard de Vauban.
Va ser construït just després de la Segona Guerra Mundial a Montlluís (Conflent). Va ser la primera instal·lació d'aquest tipus al món i un precursor del Forn solar d'Odelló, construït a pocs quilòmetres una quinzena d'anys més tard. Proporcionava una potència de 50 kW (una vintena part dels que proporcionaria el font d'Odelló).

## Història
El químic Félix Trombe i el seu equip van dur a terme a l'observatori de Meudon el 1946 una primera experiència amb ajuda d'un mirall de defensa antiaèria per mostrar la possibilitat d'assolir altes temperatures ràpidament en un ambient molt pur gràcies a la llum solar concentrada. L'objectiu era fondre minerals i extreure'n materials molt purs per tal de desenvolupar nous materials refractaris.
Per concretar aquesta idea i provar-ne les possibilitats, un primer forn solar es va construir a Montlluís el 1949.
El 1993, després de set anys d'inactivitat per restriccions pressupostàries de l'estat, la gestió del forn va ser privatitzada, i el 2008 va ser protegit com a monument històric.